# Au péril de la mer
Au péril de la mer est un roman de Bruno Racine publié le 4 septembre 1991 aux éditions Grasset et ayant reçu le Prix des Deux Magots l'année suivante.

## Éditions
- Au péril de la mer, éditions Grasset, 1991  (ISBN 2-246-21141-7).